# عملية شتاينبوك
قالب:Campaignbox Home Front (World War II)
عملية شتاينبوك ((بالألمانية: Unternehmen Steinbock)، التي تسمى أحيانًا Baby Blitz، كانت حملة قصف إستراتيجية من قبل القوات الجوية الألمانية (لوفتفافه) خلال الحرب العالمية الثانية. أستهدفت العملية جنوب إنجلترا واستمرت من يناير إلى مايو 1944. كانت عملية شتاينبوك آخر هجوم جوي استراتيجي قامت به قاذفات القنابل الألمانية خلال النزاع.
في أواخر عام 1943، ازداد هجوم الحلفاء المشترك زخما ضد ألمانيا. كانت القوات الجوية المتحالفة تقوم بحملة قصف استراتيجية ليلا ونهارا ضد المدن الصناعية الألمانية والتي دعمت بشكل كبير جهود الحرب الألمانية. من خلال مثل هذه الغارات الجوية، والتي استخدمت خلالها في أغلب الأحيان القنابل الحارقة، سعى الحلفاء لحرمان الجيش الألماني من المعدات العسكرية، التي استغلها لتحقيق انتصارات سريعة خلال السنوات الأولى للحرب، بهدف تعجيل سقوط النظام النازي واستسلام ألمانيا. ردا على ذلك، أمر أدولف هتلر لوفتفافه بالإعداد لعملية قصف ضد المملكة المتحدة. كان الهجوم بمثابة قيمة دعاية للجمهور الألماني والاستهلاك المحلي. كانت العملية موازية لحملة قاذفات القنابل ضد برلين (نوفمبر 1943 - مارس 1944).
قام فريق لوفتفافه بتجميع 474 طائرة قاذفة للهجوم. كانت الهجمات موجهة أساسًا على منطقة لندن الكبرى وما حولها. في بريطانيا، كانت تُعرف باسم Baby Blitz نظرًا لصغر حجم العمليات مقارنةً بـ ذا بليتز (قصف لندن)، الحملة ضد المملكة المتحدة في 1940-1941. بدأت العملية في يناير وانتهت في مايو 1944. حققت الحملة القليل جدًا وعانت القوة الألمانية من خسارة حوالي 329 جهازًا خلال الأشهر الخمسة للعمليات - بمعدل 77 في الشهر - قبل أن يتم التخلي عنها.
في النهاية، أفسدت الهجمات الانتقامية الاستعدادات لغزو الحلفاء الوشيك لفرنسا، لكن أضعفت عملية شتاينبوك القوة الهجومية لسلاح الجو الألماني إلى الحد الذي لم يستطع فيه شن أي هجمات مضادة كبيرة عندما بدأ الغزو في 6 يونيو 1944. كان الهجوم آخر حملة قصف واسعة النطاق ضد إنجلترا باستخدام الطائرات التقليدية، ومنذ ذلك الحين استخدمت القنبلة الطائرة من طراز في-1 وصواريخ في-2 -وهي الأمثلة الرائدة لصواريخ كروز والصواريخ الباليستية قصيرة المدى على التوالي - في الهجوم على المدن البريطانية.

## خلفية
منذ نشأتها في عام 1909، غطت العقيدة الجوية الألمانية معظم جوانب الحرب الجوية؛ دعم جوي وثيق وقصف استراتيجي وحظر جوي وتفوق جوي. وقد تم تطوير عقيدتها باستمرار بعد عام 1918 من خلال تجارب الحرب العالمية الأولى. في فترة ما بين الحربين والسنوات الأولى من الحرب العالمية الثانية، لم يطور سلاح الجو الألماني قدرات الدفاع الجوي الليلية بدرجة ملحوظة.  بقيت القوات الجوية الملكية البريطانية (RAF) وقاذفات سلاح الجو الملكي البريطاني غير قادرين على حد السواء على إلحاق أضرار بألمانيا، سواء في النهار أو الليل.
ظل الطريق الاستراتيجي مسدود حتى عام 1942 عندما عادت قاذفات القنابل إلى سماء ألمانيا ليلا. تحت قيادة آرثر هاريس زاد حجم قوة القاذفات البريطانية. أنتجت التطورات العلمية البريطانية وسائل مساعدة للملاحة حسنت من دقة القصف.  كانت الصناعات البريطانية تنتج أيضًا قاذفات ثقيلة حلت محل العديد من تصميمات القاذفات المتوسطة قبل الحرب.  ادت هذه التطورات في الحرب الجوية وتصميم هاريس على إنهاء الحرب من خلال القصف الاستراتيجي، بسلسلة من الهجمات المدمرة على المدن الصناعية الألمانية. كان الهجوم على لوبيك في مارس وعملية <i id="mwVw">الألفية</i> ضد كولونيا في مايو 1942 بمثابة مقدمة لهجمات أكبر ومستمرة.  ردت لوفتفافه بالهجمات الجوية في ربيع عام 1942، والتي تهدف لضرب أهداف مختارة ذات أهمية ثقافية وتاريخية.
تسبب القصف البريطاني للصناعات الألمانية في الرور (معركة الرور - مارس حتى يوليو 1943) في ركود في إنتاج الطائرات الألمانية الملقبة ب Zulieferungskrise (أزمة المكونات الفرعية) التي أخرت الزيادة في إنتاج الطائرات حتى مارس 1944. وكان الأسوأ قادما. في شهر يوليو عام 1943، قامت قاذفات القنابل بإبطال مفعول المقاتلات الليلية الدفاعية لألمانيا، ولا سيما خط كامهوبر، باستخدام تكتيكات مثل الإجراءات المضادة للرادار التي تحمل الاسم الرمزي «نافذة» لتطغى على الدفاعات الأرضية والجوية الألمانية. عملية Gomorrah - قصف هامبورغ -أسفرت عن مقتل ما يزيد 76600 ودمرت أجزاء كبيرة من المدينة وصناعتها.
بحلول نهاية عام 1943، كلفت هجمات قوات الحلفاء المشتركة خسائر فادحًة على ألمانيا. تحت قيادة الجنرال الليوتنانت جوزيف كامهوبر، توسعت قوة المقاتلات الليلية في لوفتفافه وتم تكييفها مع التهديد. إن تطوير نظام الإنذار المبكر والتحكم واستخدامه على نطاق واسع في نهاية المطاف في لوفتفافه قد مكّن الدفاعات الجوية الألمانية من إلحاق خسائر فادحة بالطائرات القاذفة للقنابل، لكنها لم تستطع منع تدمير المدن الصناعية على نطاق واسع.  في مرة واحدة فقط، فقد البريطانيون ما يصل إلى تسعة في المائة من القوة المهاجمة على ألمانيا - أثناء الهجوم على بيلسن في تشيكوسلوفاكيا في 17 مايو 1943. وكان هذا أقل من العشرة في المئة المطلوبة لإجبار البريطانيين عن التخلي عن عمليات القصف، على الرغم من ارتفاع خسائر سلاح الجو الملكي البريطاني إلى 7.14 في المئة في ديسمبر 1943. 

### تكوينشتاينبوك
تضررت جهود خط كامهوبر بسبب أسلوب القيادة الهاوي لهيرمان غورينج، القائد الأعلى للوفتفافه. إن فهم غورينج الضعيف لتقنيات الحرب الجوية كان يعكسه رئيس الأركان العامة، هانز جيتشونيك. كان غورينغ قد أهمل قيادته منذ اندلاع الحرب ولكنه سعى إلى الوفاء بمسؤولياته في عام 1943 حيث تراجعت مكانته عند أدولف هتلر في أعقاب معركة بريطانيا وستالينغراد على الجبهة الشرقية. تدخل غورينغ في الدفاع الجوي كان كارثيا. في ليلة 22/23 أكتوبر 1943، تولى القيادة شخصيا للمقاتلات الليلية. ساعدت العملية البريطانية كورونا في الخلط بين الدفاعات وسوء قيادة غورنغ للقوات المقاتلة الليلية سمحت لقاذفات القنابل بتدمير كاسيل. وضع غورينغ اللوم عن الهجمات البريطانية على مرؤوسيه وتدهورت علاقاته معهم.  في أغسطس 1943، قتل جيتشونيك نفسه بعد فشل دفاع بينيموند. في نوفمبر 1943 بدأت قيادة قاذفات القنابل في حملة برلين وعزل كامهوبر من منصبه.
في القيادة العليا الألمانية (القيادة العليا للفيرماخت —أو OKW) كان هناك القليل من الفهم أو التقدير للدفاع الجوي، حتى في أعقاب قصف هامبورغ. بينما كان هتلر قد ترك السيطرة على لوفتوافه إلى غورينج في وقت وقت سابق من الحرب، فقد أصبح الآن متورطًا في عملية صنع القرار. تم تحويل غورنج إلى قناة تم من خلالها توجيه أوامر هتلر إلى كبار القادة وفشل لوفتفافه في كثير من الأحيان أثار غضب هتلر. في أحد المؤتمرات، حاول غورينغ استرضاء هتلر من خلال الإشارة إلى أن تدمير المدن الألمانية كان يعمل لصالح النازيين، لأنه تصور أنه خلق مجموعة من الناس ليس لديهم ما يخسرونه والذين «سوف يقاتلون بتعصب مطلق».
كان غورينغ مترددًا في تخصيص الموارد للدفاع عن ألمانيا لأسباب أخرى. وقال إن الشعب الألماني قد نجا قبل أن تكون هناك مدن وأن الخطر السوفيتي كان الأولوية الأولى للفتوفافه. حتى في هذه المرحلة من الحرب، في أكتوبر 1943، أظهر غورينج تحيزًا تجاه القاذفات بعلى حساب الطائرات المقاتلة. قال: «كل ما يود (الشعب الألماني) أن يسمعه عندما يتم تدمير مستشفى أو منزل للأطفال في ألمانيا هو أننا دمرنا نفس الشيء في إنجلترا!» 

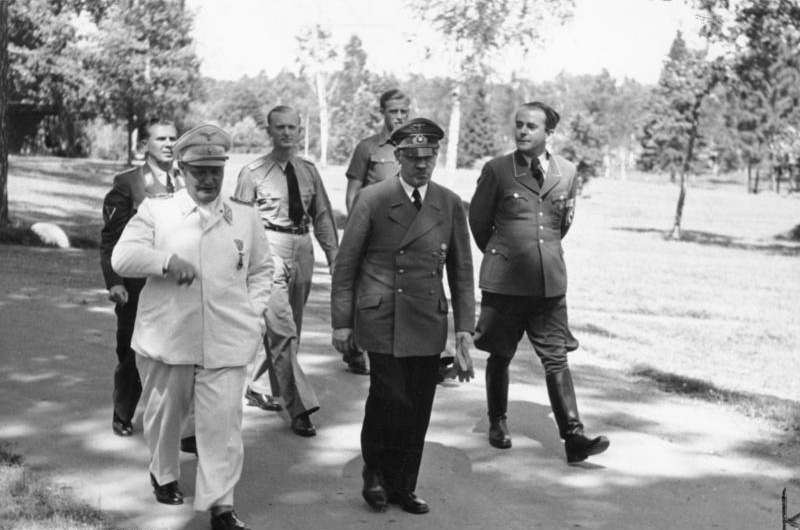
غورينج مع هتلر وألبرت شبير، 10 أغسطس 1943. فضّل غورنغ الطائرات القاذفة على المقاتلة حتى في هذا الوقت.

كانت المعضلة الاستراتيجية التي تواجه لوفتوافه في شتاء 1943-1944 خطيرة. سعت أوبركوماندو دير لوفتفافه أو القيادة العليا للقوات الجوية) إلى تغيير أولويات المشتريات في لوفتوافه والتركز على الحرب الجوية الدفاعية. أوصى إرهارد ميلخ - المسؤول عن وزارة طيران الرايخ بمضاعفة إنتاج المقاتلات لتعزيز الدفاعات. كان الإجماع الساحق في أوبركوماندو دير لوفتفافه على أن القوة الجوية الألمانية يجب أن تركز الموارد على الجهود الدفاعية ضد القوات الجوية المتحالفة. بعد اجتماع مع كبار ضباط أركان لوفتوافه أدولف غالاند - General der Jagdflieger (جنرال القوات المقاتلة) - 
 لم يحدث من قبل ولا مرة مثل هذا التصميم والاتفاق بين دائرة المسؤولين عن قيادة لوفتوافه. كان الأمر كما لو كان تحت تأثير كارثة هامبورغ التي وضعها الجميع جانبا إما لطموحات شخصية أو إدارية. لم يكن هناك صراع بين هيئة الأركان العامة وصناعة الحرب، ولم يكن هناك تنافس بين (الطائرات) القاذفات والمقاتلات؛ فقط الإرادة المشتركة لفعل كل شيء في هذه الساعة الحرجة للدفاع عن الرايخ. 
 اقترح ميلش تسريع في عملية إنتاج المقاتلات إلى 2000 في الشهر. حظي للدفاع عن الرايخ بالأولوية واضرطت الوحدات الجوية على الجبهة الشرقية إلى المواجهة حتى ينقشع تهديد القاذفات القوة الجوية الأمريكية الثامنة العاملة خارج إنجلترا والقوات الجوية الخامسة عشرة المتمركزة في شمال إفريقيا وإيطاليا. مع ذلك حافظ هتلر على سلاح لوفتوافه الهجومي. من جانبه، كان غورينغ يشك أيضًا في أن المقاتلات الليلية أستحقت نفقاتها. اشتكى غورينغ بمرارة إلى ميلش من أنه «يركز بشدة على الدفاع عن الرايخ وسرقة الإنتاج من القاذفات».  تم الاتفاق على اقتراحات ميلش أخيرًا، لكن غورينغ، وليس ضباط الأركان، هم الذين أخذوا هذا الاقتراح إلى هتلر. بعد ساعة، عاد مارشال الرايخ. وصف ديتريش بيلتز المشهد: 
 لقد قابلنا صورة محطمة. كان غورينغ قد انهار تماما. بعد أن دفن رأسه بين ذراعيه على الطاولة، تمتم ببعض الكلمات التي لا يمكن فهمها. وقفنا هناك لبعض الوقت في حرج حتى أخذ نفسه أخيرًا وقال إننا نشهد أعمق لحظات اليأس. فقد الفوهرر ثقته به. تم رفض جميع الاقتراحات التي توقع منها حدوث تغيير جذري في حالة الحرب في الجو؛ كان الفوهرر قد أعلن أن لوفتفافه خيبت آماله كثيرًا، وكان التغيير من الهجوم إلى الدفاع في الجو ضد إنجلترا امرا لا مفر منه.  
 بعد وقت ستدار غورينج. أعلن جورينج أن الطريقة الوحيدة لوقف هذا التدمير كانت شن ضربات انتقامية شديدة على العدو حتى لا يجرؤوا على المخاطرة بغارة أخرى مثل هامبورغ دون خوف من الانتقام المماثل. أعطى غورينج بيلتس الإذن بتجميع الموارد اللازمة معًا لاتخاذ إجراءات انتقامية.
في 28 نوفمبر 1943، تم استدعاء اللواء بلتز لحضور مؤتمر حيث أبلغه غورينج رسميًا بأنه سيوضع في مكان قيادي في عملية تجديد واسعة النطاق لعملية قصف ضد بريطانيا، ولندن على وجه الخصوص.  عندما انتهى المؤتمر، سأل غورينغ بلتز إذا كانت الأنواع القديمة مثل دورنير دو 217 لا تزال كافية لعمليات القصف. أجاب بلتز بأنه سيكون سعيدًا بأي شيء يمكن أن يحمل قنبلة.
كان من المأمول أن تبدأ العملية خلال شهر ديسمبر، وعلى الرغم من أن هذا غير واقعي، إلا أنه بحلول الأسبوع الثالث من شهر يناير عام 1944، تم تجميع قوة تقترب من 600 طائرة من خلال تجريد خمس مجموعات كامبفجروبن (مجموعات المهاجمين) من الجبهة الإيطالية وإعادة بناء وحدات القاذفات الحالية في الغرب.  في 3 ديسمبر 1943، أصدر غورنج توجيهًا إلى Unternehmen Steinbock (عملية الجدي)، بهدف «الانتقام من الهجمات الإرهابية للعدو».

## القوات الألمانية
بعد مرور ثلاث سنوات على بدء بليتز (قصف لندن)، لا تزال لوفتوافه تمتلك مزيجًا من تصميمات القاذفات المتوسطة من الجيل الأول مثل يونكرز يو 88. تم ترقية تصميم يوكر واستمد منه يونكرز يو 188 وكان متاحًا في عام 1943. كانت طائرة دورنير دو 217، نسخة أكبر ومحدثة من تصميم القاذفة الخفيفة دورنير دو 17. اما هاينكل هي 177 فكانت القاذفة الثقيلة الحقيقية الوحيد في الأسطول الجوي، والذي واجه صعوبات خطيرة في powerplant منذ بدايتها.
تحملت دو 217 ويونكرز يو 88إيه-4 عبء العمليات. كانت هذه التصاميم قيد الاستخدام للعمليات فوق بريطانيا منذ 1941/1942 واستخدمت على نطاق واسع من قبل Luftflotte 3 (الأسطول الجوي 3)، ومقرها في فرنسا وبلجيكا. يمكن للطائرة دو 217 حمل قنبلة أثقل من سابقتها بسبب جسم الطائرة المتعمق. ومع ذلك، فإن الممارسة الألمانية المتمثلة في استخدام رفوف القنابل الخارجية تعني أن حوالي 40 في المائة من حمولتها البالغة 4000 كجم خارج جسم الطائرة. حملت جو 88 نحو ثلثي حمولتها خارجيا.
شنت الماكنتان قوة نيران دفاعية كافية - من أربعة إلى ستة مدافع من طراز أم جي 151 في جو 88 ومن ستة إلى سبعة في دو 217 (يمتلك البديل K جبلًا توأميًا مدججًا بمدافع رشاشة من طراز 81 81 ملم من طراز MG 81Z في أنفه)  - جعل الفضاء الضيق والمجلات ذات الـ 75 جولة من الصعب الحفاظ على نيران مركزة ضد المقاتلة الليليية.

### تكتيكات
لقد تغيرت طبيعة الحرب الجوية بشكل كبير منذ عام 1941 ونفذت أطقم الطائرات المهاجمة الألمان أساليب جديدة. في الغارة، تم إرسال القاذفات الألمانية بشكل فردي وليس في تشكيل. تم إحاطة كل Gruppe بكيفية الإقلاع وقصف الهدف على مدى فترة تمتد إلى ما يصل إلى عشر ساعات. كان القصد من ذلك وضع هيئة الدفاع المدني البريطانية ودفاعات المدفعية المضادة للطائرات تحت الضغط الأقصى وتسبب أيضًا في أضرار نفسية أكبر للسكان المدنيين. كان هذا النوع من التكتيك فعالاً في عام 1940 عندما أدركت الطواقم الألمانية أنهم لم يواجهوا سوى تهديد ضئيل من المقاتلات الليلية في قيادة القوات الجوية الملكية. تم تصميم التكتيكات أيضًا للحد من فرص التصادم. أقلعت القاذفات في فاصل زمني مدته أربع دقائق بمتوسط مسافات 12 ميلا. حتى مع المقاتلات الليلية المجهزة بالرادار المحمولة جواً، كان هذا يعني عادة أنه كان هناك غارة واحدة فقط كل 180 ميل مربع. متوسط الارتفاع من 10 إلى 20,000 قدم وضع رايدر واحد في كل 345 ميل مكعب من الفضاء الجوي.
في عام 1944، على عكس الطواقم البريطانية التي صعدت إلى ارتفاع عالي فوق بريطانيا وحافظت عليه حتى تعود إلى السماء الإنجليزية، عبرت الطواقم الألمانية القناة الإنجليزية أو بحر الشمال على ارتفاع منخفض في نقاط عبور محددة في تشكيل فضفاض يعرف باسم التيار المهاجم. قامت الطواقم الألمانية، كتلك الموجودة في قيادة سلاح الجو الملكي البريطاني، بتشغيل تكتيك المهاجم في مواجهة الدفاعات المقاتلة الليلية المحسّنة بشكل كبير. عندها فقط سيصعدون إلى الارتفاع العملياتي. بمجرد الوصول إلى هذا السقف، بدأ الطيار في اتجاه الغوص الضحل الذي كان يجب الحفاظ عليه خارج الهدف حتى وصل المفجر إلى الحد الأدنى الذي تم ترتيبه مسبقًا. تم الحفاظ على هذا الحد الأدنى للارتفاع حتى الهبوط. 

### مايو
من 3 إلى 12 مايو، توقف الهجوم الجوي باستثناء بضع هجمات متقطعة. نشرت وزارة الداخلية «التقدير الأسبوعي للأضرار التي لحقت بالنقاط الرئيسية وتقدم الإصلاحات». وخلص إلى أنه تم تسجيل إصابة خطيرة واحدة فقط وعدم وجود أضرار جسيمة للمجهود الحربي. كلفت الغارات الصغيرة الألمان خمس طائرات، اثنتان من KG 54 وواحدة من KG 100 والأخرى من KG 51. من 10 إلى 17 مايو، أظهر تقرير آخر أنه تم تعقب حوالي 80 طائرة فوق بريطانيا. وخلص إلى أنه لم يحدث أي ضرر ملموس. سجلت 23 ضحية. ثلاثة خطيرة.
من الناحية العملية، كان شتاينبوك قد انتهى بحلول نهاية أبريل 1944. انخفض عدد المفجرين والأهداف المختارة هيكليا. خلال الأسبوعين الأولين من شهر أيار / مايو، سقط الهجوم. استعادت مجموعات المهاجمين الألمان واستعدوا لهجوم متجدد. على سبيل المثال، نقلت KG 2 المجموعة الثالثة إلى لوريان، ولكن كان لديها ستافيل (7) واحد فقط متاح لهجوم الحلفاء على القاعدة في أخمر.
لقد تعلم الألمان من الأخطاء السابقة. تم التخلص من القنابل الحارقة لصالح المتفجرات شديدة الظغنفجار. طُلب من الطواقم تجاهل الحرائق على الأرض كشراك. تم اختيار بريستول في ليلة 14/15 مايو كهدف. كان حتى الآن، نجا من أضرار كبيرة. تم إخبار مجموعة باثفايندر I./KG 6، مع حشد KG 2 و KG 30 و KG 66 و KG 100 لاستيعاب 150 طائرة للعمل. ستكون غيرنسي نقطة التحول، وتتميز بأربع كشافات. كانت رحلة العودة ستقلهم إلى كاب لاهاي، ثم بريتني.

## بعد
على الرغم من أن هجمات «بيبي بليتز» قد تضمنت عددًا من طائرات لوفتوافه أكثر من أي غارات أخرى على المملكة المتحدة منذ عام 1941، فإن فعالية الدفاعات الجوية والبرية، ونقص الخبرة النسبية لطواقم الطائرات المهاجمة الألمانية، والافتقار المطلق لأعداد الطائرات المهاجمة يعني أضرارًا طفيفة نسبيًا ووقوع عدد قليل من الضحايا. تم بناء قوة الطائرات المهاجمة الأولية على حساب كبير من المتطلبات التشغيلية للوفتوافه. فشلت معظم القاذفات في الوصول إلى أهدافها، وتلك التي لم تمثل سوى جزء بسيط مما أصاب ألمانيا. خيار عدم استهداف مناطق التجميع لعملية Overlord يعني أنه لم يكن هناك تأثير كبير على الجدول الزمني لغزو قوات التحالف. من الغريب أن تكون الغارات أكثر تكلفة فيما يتعلق بالقدرة العسكرية الألمانية مقارنة بالبريطانيين، حيث استنزفت طائرة لوفتوافه من بعض الطواقم الجوية التي لا يمكن الاستغناء عنها وبعض الطائرات المعاصرة، وبالتالي قللت من الاستجابة الجوية الهجومية المحتملة لمعارضة عملية Overlord. بعد فشل حملة القصف التقليدية هذه، سعت القيادة النازية إلى طرق غير تقليدية لمهاجمة بريطانيا. كانت هذه الرغبة في إظهار نفسها في حملات صاروخ في-1 وحملات الصواريخ البالستية قصيرة المدى في-2 في وقت لاحق من ذلك العام.
الخسائر الألمانية: 270 يونكرز جو 88 121دورنير دو 217 35 يونكرز جو 188 46 هاينكل هي 177 As 27 مسرشميت مي 410 25 فوك وولف فو 190
الخسائر البريطانية: 7 لأسباب غير معروفة  1 تم تدميره بواسطة عمل العدو
5 تضررت من عمليات العدو 1 دمرت بنيران صديقة 14 ضائع بسبب عمليات التطفل من يناير إلى مايو 1944 الخسائر المدنية: مقتل 1,556